# 루 부드로
루이 부드로(Louis Boudreau, 1917년 7월 17일 ~ 2001년 8월 10일), 통칭 루 부드로는 미국의 야구인이다. 1940년대 클리블랜드 인디언스에서 선수로써 또 감독으로써 크게 활약했다.
1938년부터 1950년까지 인디언스의 붙박이 유격수였던 부드로는 발군의 수비력을 가졌으며 인디언스의 타선에서 가장 믿을만한 타자 중 한명이었다. 1942년 24세의 나이에 선수 겸 감독이 된 부드로는 밥 레몬을 유격수에서 투수로 바꾸는 시도를 하였다. 1948년에 레몬은 20승 투수가 되었고 부드로는 타율 0.355에 18개의 홈런과 106타점을 기록했다. 레몬의 분투에 힘입어 인디언스는 그해 시즌에서 보스턴과 공동 1위를 차지했다. 그 해 부드로는 아메리칸 리그 MVP가 되었으며 플레이오프에서 한 경기에 2개의 홈런을 쏘아올려 우승을 차지했다. 클리블랜드 인디언스는 6차전만에 월드시리즈 우승컵을 거머쥐었다.
부드로는 교타자로 꾸준히 높은 타율을 유지했고, 고비마다 해결사 역할을 했다. 그는 시즌당 57개 이하의 삼진아웃을 당했고 리그 2루타 1위를 3번 차지했다. 부드로는 1948년 0.355의 타율, 18개의 홈런, 106타점을 기록하고 그해 월드시리즈에서 클리블랜드 공격의 핵이었다.
부드로는 안정된 수비와 더블플레이를 만들어내는 능력으로 당대 최고의 유격수로 평가받았다. 그는 15년동안 여덟 차례 수비수상을 수상했다. 반면 통산 158번의 도루 시도에 87번밖에 성공하지 못한 부드로는 그리 도루의 위협을 주지는 못했다. 하지만 그는 안타 때 과감히 2루까지 내달리는 플레이로 1940년대에 3차례 2루타 부문 1위를 기록했다.
부드로는 항상 몸을 아끼지 않는 플레이를 펼쳤고 철저한 스타일로 동료들로부터 존경을 받았다. 1948년 시즌 막판에 몰려 꼭 이겨야만 했던 양키스와의 경기에서 부드로는 벤치에서 나와 결승 안타를 쳐냈다. 성실한 선수였던 그는 1940년 클리블랜드 선수 몇 명이 구단측에 감독인 오시 비트(Ossie Vitt, en)를 해임할 것을 요구했을 때 감독을 지지하기도 했다. 비트 감독이 해임된 후 인디언스는 디트로이트에 한게임차로 시즌 2위를 하였다.

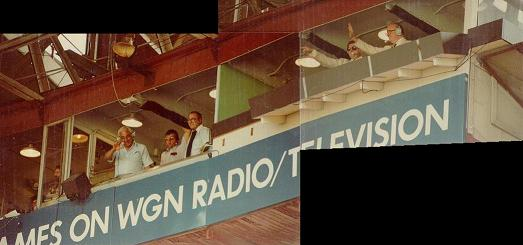
시카고 컵스의 방송 진행자 시절(1981년)의 루 부드로(부스 왼쪽의 세 명 중 오른쪽 사람)

감독생활 초기부터 과감한 개혁가로 알려졌던 부드로는 유명한 '윌리엄스 교체'(또는 부드로 교체)로 인디언스가 항상 위험했던 테드 윌리엄스 문제를 해결하는데 공헌하였다. 1946년 인디언스가 시즌을 6위로 마치려 할 때쯤 실시된 신문 투표에서 팬들의 90%가 압도적으로 부드로를 감독으로 유지시키고 구단을 매각하는 데 찬성했다. 2년 후인 1948년, 그는 팀을 이끌고 월드시리즈에 진출하여 우승했다. 하지만 부드로는 1950년 인디언스를 떠난 후로는 감독으로서 성공하지 못했고 통산 1162승 1224패를 기록하고 1960년 은퇴하여 인디언스의 방송 진행자로, 그 후에는 시카고 컵스의 방송 진행자로 일했다.
1940년부터 1948년까지 메이저 리그 베이스볼 올스타전에 1946년 한 해를 제외하고 연속으로 선출되어 출전했으며 1948년에는 MVP로 선정되었다. 1970년, 미국 야구 명예의 전당에 헌액되었고 소속 팀이었던 인디언스는 그의 번호였던 5번을 영구 결번 처리했다. 선수로써의 통산 타율은 0.295로 총 68 홈런, 789 타점을 기록했다.